# Alena Biernatowicz
Alena Biernatowicz (biał.: Алена Бернатовіч; ros.: Елена Бернатович, Jelena Biernatowicz; ur. 26 marca 1987) – białoruska siatkarka grająca na pozycji rozgrywającej. Była siatkarka klubu Pronar Zeto Astwa AZS Białystok, a obecnie AZS WSBiP KSZO Ostrowiec Świętokrzyski.

## Kluby
- Dywanouszczyk Brześć (2005/2006)
- Kazanoczka Kazań (2006/2007)
- Nioman Grodno (2007/2008)
- Minczanka Mińsk (2008/2009)
- Pronar Zeto Astwa AZS Białystok (2009/2010)
- Minczanka Mińsk (2010–2011)
- AZS WSBiP KSZO Ostrowiec Świętokrzyski (2011-)